# Leslie Bibb
Pour les articles homonymes, voir Bibb.
Leslie Bibb, née le 17 novembre 1973 à Bismarck, dans le Dakota du Nord (États-Unis), est une actrice et mannequin américaine.
Elle commence sa carrière en tant que mannequin, avant d'être révélée à la télévision, par la série télévisée Popular (1999-2001), ce qui lui ouvre les portes du cinéma : Il s'ensuit, entre autres, le drame The Skulls : Société secrète (2000), les comédies Spot (2001), Ricky Bobby : Roi du circuit (2006) et Confessions d'une accro du shopping (2009).
Elle joue aussi dans des succès commerciaux comme les blockbusters Iron Man (2008) et Iron Man 2 (2010), la comédie Zookeeper (2011) et le thriller Double Trahison (2014).
Elle a également joué dans de nombreuses séries télévisées.

## Biographie

### Enfance et formation
Née à Bismarck, en Dakota du Nord, Leslie Bibb a grandi à Nelson County, en Virginie. Mais son père décède lorsqu'elle a trois ans. Elle déménage avec sa mère et ses trois sœurs (c'est elle la plus jeune) à Richmond, en Virginie. Sa mère travailla au Bureau aux Affaires de consommation de Virginie.
Elle fait ses études à la Saint Gertrude High School (en), école catholique pour jeunes filles, d'où elle en ressort diplômée en 1991.

### Carrière

#### Débuts dans le mannequinat
En 1990, le talk show The Oprah Winfrey Show et l'agence Elite mènent une recherche mondiale de mannequins. La mère de Leslie envoie des photos de sa fille, alors âgée de 16 ans. Les juges, John Casablancas, Naomi Campbell, Linda Evangelista et Iman la désignent comme gagnante.
Son année d'école terminée, Leslie Bibb s'envole pour New York et signe chez Elite. Elle travaille comme mannequin pendant l'été, et voyage même jusqu'au Japon. Elle retourne aux États-Unis pour faire son senior year (l’équivalent américain de la terminale en France) où elle est diplômée en 1991.
Plus tard, elle étudie à l'Université de Virginie. Après un seul semestre, elle quitte l’université pour partir s'installer à New York afin de poursuivre une carrière de mannequin à temps plein. Ses photographies comme modèle paraissent dans les magazines Maxim et FHM. Elle a étudié pendant trois ans à la William Esper Studio (en), école de spectacle vivant formant les acteurs.

#### Révélation télévisuelle et percée au cinéma

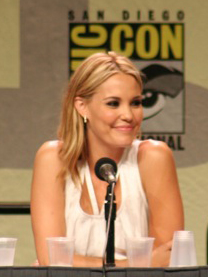
Au Comic-Con de San-Diego, en 2007, pour la promotion du film d'horreur The Midnight Meat Train.

Sa carrière d'actrice démarre d'abord à la télévision, suivi d'un premier rôle au cinéma dans  Parties intimes, mais obtient en 1997 un rôle d'importance dans la série Flic de mon cœur (en) (The Big Easy), où elle remplace Susan Walters comme actrice principale.
Après plusieurs apparitions dans des rôles de soutien, elle obtient en 1999 le rôle qui la fait connaître du grand public : elle incarne Brooke McQueen, pom-pom girl populaire de son lycée dans la série Popular, qui lui permet d'obtenir une nomination au Teen Choice Award 2000 de la meilleure actrice dans une série télévisée, ainsi que des rôles d'importance au cinéma, avec les films The Skulls : société secrète (2000), dans lequel elle est l'amie de Joshua Jackson et Spot (2001), où elle prête ses traits à une mère célibataire. À défaut d'obtenir les faveurs de la critique, les deux longs-métrages rencontrent un succès commercial. Son visage est néanmoins remarqué et la cérémonie des Young Hollywood Awards lui décerne le prix de la Révélation féminine, en 2001.
En 2002, elle obtient un rôle récurrent dans Urgences, puis tient le rôle principal de Line of Fire (2003-2004), série annulée au bout d'une saison, elle enchaîne et rejoint le casting de Preuve à l'appui (2005-2007), dans lequel elle tient le rôle du détective Lu Simmons durant les saisons 5 et 6.
En 2006, elle tourne le film indépendant Petits suicides entre amis, avant de faire un détour dans la comédie déjantée Ricky Bobby : roi du circuit, où elle devient l'épouse de Will Ferrell, prête à tout pour rester dans la richesse, qui rencontre un énorme succès à sa sortie. En 2007, elle joue dans un épisode d'Entourage et des Experts : Miami, elle décroche un petit rôle avec Winona Ryder et Simon Baker dans la comédie dramatique Sex and Death 101, puis elle fait partie des nombreuses victimes du film d'horreur Trick 'r Treat.
En 2008, elle devient l'une des ambassadrices de la marque Revlon. La même année, la comédienne, habituée des seconds rôles, joue la petite amie d'un photographe dans Midnight Meat Train ainsi que la journaliste Christine Everhart face à Robert Downey Jr. dans le blockbuster du super-héros Iron Man, qui rencontre un franc succès à sa sortie. Ce qui génère une saga cinématographique très lucrative, à laquelle l'actrice participe pour le second volet (2010). Elle dit de son personnage de Christine Everhart :  
"Elle a un sens aigu de ce qui est juste, du bien et du mal et j'aime sa fougue. "  
Leslie Bibb continue ensuite sur cette lancée et bien qu'elle ne soit que rarement, en haut de l'affiche, enchaîne les seconds rôles remarqués aux côtés d'acteurs en vue.

#### Alternance cinéma et télévision

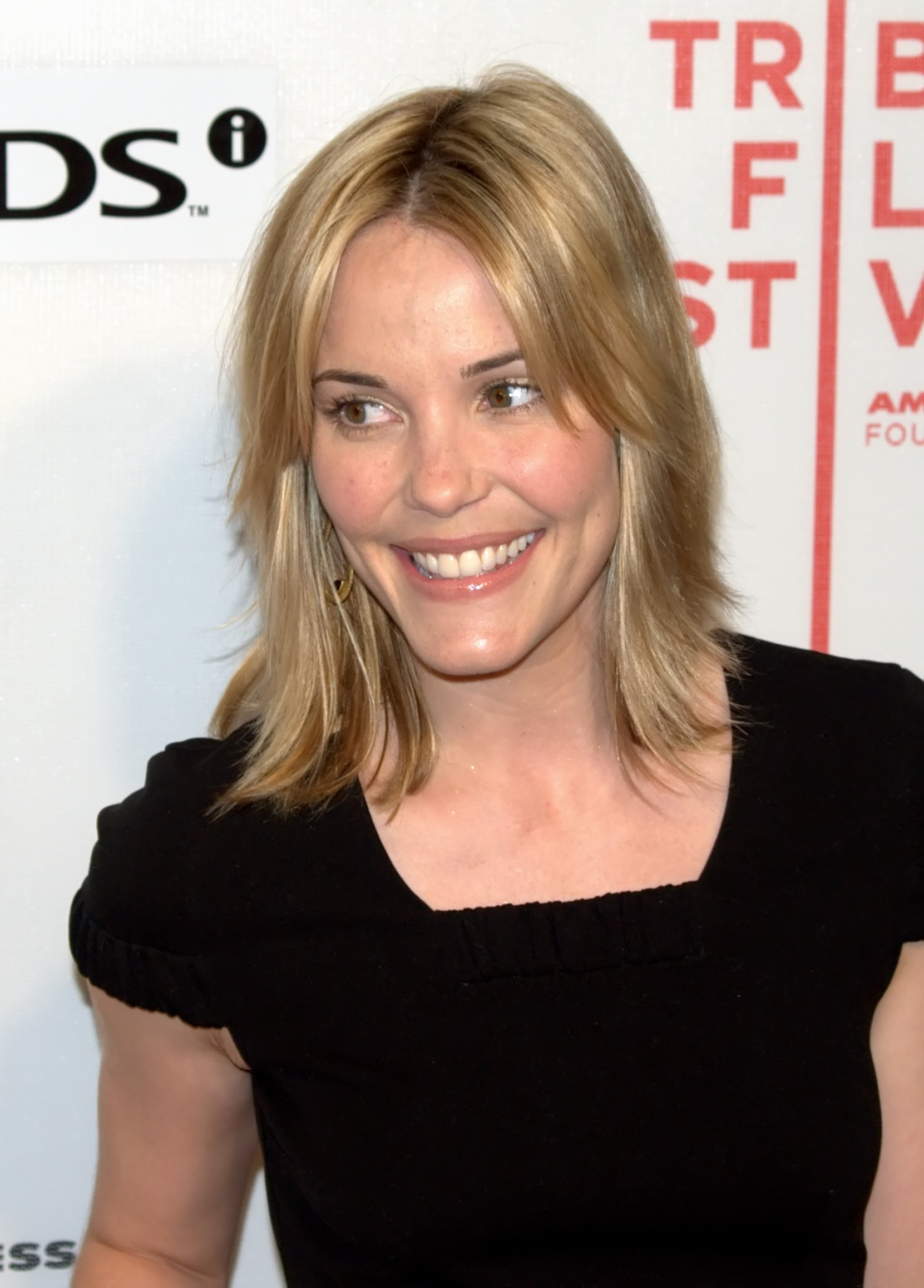
Au Festival du film de Tribeca 2009.

En 2009, elle devient la rivale de l’héroïne principale, Isla Fisher, dans la comédie Confessions d'une accro au shopping et l'assistante du procureur dans Que justice soit faite avec Gerard Butler et Jamie Foxx. Ces deux productions lui permettent aussi de nouer avec les hauteurs du box office, rencontrant un large succès,.
En 2010, elle produit et joue le rôle-titre de la comédie indépendante Miss Nobody, qui lui permet de remporter le titre de Meilleure actrice lors du Festival du film de Boston.
Elle participe à la comédie Zookeeper, en 2011, avec Kevin James et Rosario Dawson, qui divise la critique mais rencontre le succès. Elle continue d'alterner entre productions à gros budget et cinéma indépendant, puisque la même année, elle rejoint la comédie romantique A Good Old Fashioned Orgy, qui lui permet d'évoluer en tant que premier rôle féminin.
2011 toujours, elle est supposée tenir le rôle titre d'une série développée par ABC, Good Christian Bitches, dans laquelle Annie Potts aurait joué sa mère. Mais le projet ne dépasse finalement pas le stade de pilote.
En 2012, elle seconde Luke Wilson et Samuel L. Jackson dans le thriller dramatique Rencontre avec le mal. Côté télévision, elle rejoint l'éphémère GCB, dont elle tient le rôle principal, mais qui est rapidement annulée par la chaîne, en raisons des audiences insuffisantes. En 2013, elle participe à l'un des segments de la comédie à sketches, très mal reçue, My Movie Project, puis elle seconde Rob Corddry dans la comédie horrifique Hell Baby qui passe inaperçue. À la télévision, elle participe à la série comique Burning Love, pour six épisodes.
En 2014, elle est à l'affiche de deux longs métrages, toujours dans des seconds rôles : le thriller porté par Taraji P. Henson, Double Trahison, dans lequel Bibb incarne la meilleure amie de l'héroïne, et le film d'horreur Vol 7500 : aller sans retour, qui lui permet de tenir la vedette. Le premier est un succès tandis que le second sort directement en vidéo à la demande. La même année, elle joue les guest pour deux épisodes de la série Following. Elle produit également la comédie dramatique indépendante Take Care, dont elle tient la vedette aux côtés de Thomas Sadoski, qui n'emballe pas la critique,.
En 2015, elle poursuit dans le registre de la comédie et joue dans deux épisodes de The Odd Couple, puis intervient dans la série The League. Au cinéma, elle joue aux côtés de son compagnon, Sam Rockwell dans Don Verdean. Elle signe ensuite pour la mini série WHIH News Front, inédite en France, puis joue l'invitée dans huit épisodes de la première saison de Rhett and Link's Buddy System. 2016 est également l'année ou l'actrice s'engage dans American Housewife, incarnant le rôle récurrent de Viv et parallèlement, celui de Sam, dans la sitcom comique Nobodies.
En 2017, elle joue sous la direction de l'actrice Robin Wright pour son court métrage The Dark of Night, dans le rôle principal et accompagne Lily Collins dans son combat contre l'anorexie, dans le drame remarqué To the Bone,. Elle retrouve le cinéma du genre horrifique pour l'attendu The Babysitter avec Bella Thorne.
En 2018, l'année où son mari remporte l'Oscar du meilleur acteur dans un second rôle, elle est choisie pour tenir l'un des rôles principaux d'une série comique développée par ABC, Man Of The House, qui marque aussi le retour en vedette d'Alyson Hannigan,. La série ne dépasse finalement pas le stade de pilote.
Elle rebondit rapidement en rejoignant la distribution principale d'une série télévisée développée par la plateforme Netflix, Jupiter's Legacy, inspirée du roman graphique de Mark Millar et Frank Quitely, aux côtés de Josh Duhamel et Matt Lanter.

## Vie privée
Elle épouse Rob Born le 22 novembre 2003 mais divorce l'année d'après, le 7 décembre 2004. Elle est en couple avec l'acteur Sam Rockwell depuis 2008,,,,.
En 2010, elle devient partenaire de la fondation LIFE en servant de porte-parole nationale,.

## Filmographie
- Sauf mention contraire, la filmographie de Leslie Bibb est issue de la fiche consacrée à l'actrice issue du site Internet Movie Database.

### Cinéma

#### Courts métrages
- 2007 : My Wife Is Retarded d'Etan Cohen : Julie
- 2010 : F--K de R.E. Rodgers : Leslie
- 2017 : The Dark of Night de Robin Wright : Madeline
- 2018 : Salam de Claire Fowler : Audrey

#### Longs métrages

##### Années 1990
- 1997 : Parties intimes (Private Parts), de Betty Thomas : la guide chez NBC
- 1997 : D'amour et de courage (Touch Me), de H. Gordon Boos : Fawn
- 1999 : This Space Between Us (en) de Matthew Leutwyler (en): Summer

##### Années 2000
- 2000 : The Young Unknowns, de Catherine Jelski : Cassandra
- 2000 : The Skulls : société secrète (The Skulls), de Rob Cohen : Chloe Whitfield
- 2001 : Spot (See Spot Run), de John Whitesell : Stephanie
- 2006 : Petits suicides entre amis (Wristcutters: A Love Story) de Goran Dukic : Desiree
- 2006 : Ricky Bobby : roi du circuit (Talladega Nights : The Ballad of Ricky Bobby), d'Adam McKay : Carley Bobby
- 2007 : Sex and Death 101, de Daniel Waters : Dr Miranda Storm
- 2007 : Trick 'r Treat, de Michael Dougherty : Emma
- 2008 : Iron Man, de Jon Favreau : Christine Everhart
- 2008 : Midnight Meat Train (The Midnight Meat Train, de Ryūhei Kitamura : Maya
- 2009 : Confessions d'une accro du shopping (Confessions of a Shopaholic), de P. J. Hogan : Alicia Billington
- 2009 : Que justice soit faite (Law Abiding Citizen), de F. Gary Gray : Sarah Lowell

##### Années 2010
- 2010 : Iron Man 2, de Jon Favreau : Christine Everhart
- 2010 : Miss Nobody, de Tim Cox : Sarah Jane McKinney (également productrice exécutive)
- 2011 : A Good Old Fashioned Orgy, de Alex Gregory et Peter Huyck : Kelly
- 2011 : Zookeeper - Le Héros des animaux (Zookeeper), de Frank Coraci : Stephanie
- 2012 : 7500 de Takashi Shimizu : Laura Baxter
- 2012 : Rencontre avec le mal, de Chris Fisher : Joanie
- 2013 : My Movie Project (Movie 43), de James Duffy[33],[34]: Wonder Woman, sketch Super Hero Speed Dating
- 2013 : Hell Baby de Robert Ben Garant et Thomas Lennon : Vanessa
- 2014 : Take care de Liz Tuccillo : Frannie (également productrice)
- 2014 : Vol 7500 : aller sans retour de Takashi Shimizu : Laura Baxter
- 2014 : Double Trahison de Sam Miller : Meg
- 2015 : Don Verdean de Jared Hess : Joylinda Lazarus
- 2017 : Awakening the Zodiac de Jonathan Wright : Zoe Branson
- 2017 : To the Bone de Marti Noxon : Megan
- 2017 : The Babysitter de McG : Phyliss Johnson
- 2018 : Tag : Une règle, zéro limite (Tag) de Jeff Tomsic : Susan Rollins
- 2019 : Running with the Devil de Jason Cabell : l'agent responsable

##### Années 2020
- 2020 : The Lost Husband de Vicky Wight : Libby Moran (également productrice)
- 2020 : The Babysitter: Killer Queen de McG : Phyliss Johnson
- 2022 : The Inhabitant de Jerren Lauder : Emily
- 2023 : Mon père et moi (About my father) de Laura Terruso : Ellie
- 2024 : Juré n°2 (Juror #2) de Clint Eastwood : Denice Aldworth

### Télévision

#### Séries télévisées
- 1996 : Pacific Blue : Nikki (saison 2, épisode 12)
- 1996 : Papa bricole : Lisa Burton (saison 6, épisode 12)
- 1997 : Voilà ! (Just Shoot Me) : Nikki (saison 1, épisode 3)
- 1997 : Fired Up : Lana (saison 1, épisode 6)
- 1997 : Flic de mon cœur (en) (The Big Easy) : Janine Rebbenack (rôle principal - saison 2, 13 épisodes)
- 1998 : Astoria de Mark Piznarski : (pilote non retenu)
- 1998 : Joyeuse pagaille (Something So Right) : Tina (saison 2, épisode 3)
- 1998 : Demain à la une (Early Edition) : Emily Harrigan (saison 3, épisode 4)
- 1999 : Le Successeur (Sons of Thunder) : Nancy Jones (saison 1, épisode 3)
- 1999 - 2001 : Popular : Brooke McQueen (rôle principal - 43 épisodes)
- 2002 - 2003 : Urgences (ER) : Erin Harkins (rôle récurrent - 8 épisodes)
- 2003 - 2004 : Line of Fire : Paige van Doren (rôle principal - 13 épisodes)
- 2005 : Nip/Tuck : Naomi Gaines (saison 2, épisode 7)
- 2005 - 2007 : Preuve à l'appui (Crossing Jordan) : Inspecteur Tallulah 'Lu' Simmons (rôle récurrent - 14 épisodes)
- 2007 : Les Experts : Miami (CSI: Miami) : Beth Selby / Cayla Selby / Ashley Whitford (saison 5, épisode 18)
- 2007 : Entourage : Laurie (saison 3, épisode 16)
- 2009 : Kings : Katrina Ghent (saison 1, 5 épisodes)
- 2009 - 2015 : The League : Meegan (rôle récurrent - 7 épisodes)
- 2011 : Good Christian Bitches : Amanda (pilote non retenu par ABC)
- 2011 : Funny or Die Presents… : Girl One (segment "Bathroom Conversations") (saison 2, épisode 1)
- 2012 : G.C.B. : Amanda Vaughn (rôle principal - saison 1, 10 épisodes)
- 2013 : Burning Love : Bevarly (rôle récurrent - saison 3, 6 épisodes)
- 2014 : The Following : Jane Murphy (saison 2, épisodes 4 et 9)
- 2014 - 2015 : About a boy : Dakota (rôle récurrent - saison 2, 6 épisodes)
- 2015 : The Odd Couple : Casey (saison 1, épisodes 1 et 3)
- 2015 - 2016 : WHIH Newsfront (mini série) : Christine Everhart (rôle récurrent - 7 épisodes)
- 2016 - 2017 : Rhett and Link's Buddy System : Aimee Brells (rôle récurrent - 9 épisodes)
- 2016 - 2020 : American Housewife : Viv (rôle récurrent - 11 épisodes)
- 2017 - 2018 : Nobodies : Sam (rôle récurrent, 12 épisodes)
- 2018 : Man of the House : Charli (pilote non retenu par ABC)
- 2021 : Jupiter's Legacy : Grace Sampson / Lady Liberty (rôle principal - 8 épisodes)
- 2024 : Palm Royale : Dinah
- 2025 : The White Lotus : Kate Bohr

#### Téléfilms
- 2004 : Capital City de Spenser Hill : Paige Armstrong
- 2005 : Hitched de Thomas Carter : Emily
- 2007 : Atlanta de Harold Ramis : Jessica
- 2014 : Love Is Relative de Dan Mazer : Rose
- 2015 : Salem Rogers de Mark Waters : Salem Rogers
- 2016 : The Hindenburg Explodes! de Danny Jelinek : Johanna Streubel

## Distinctions

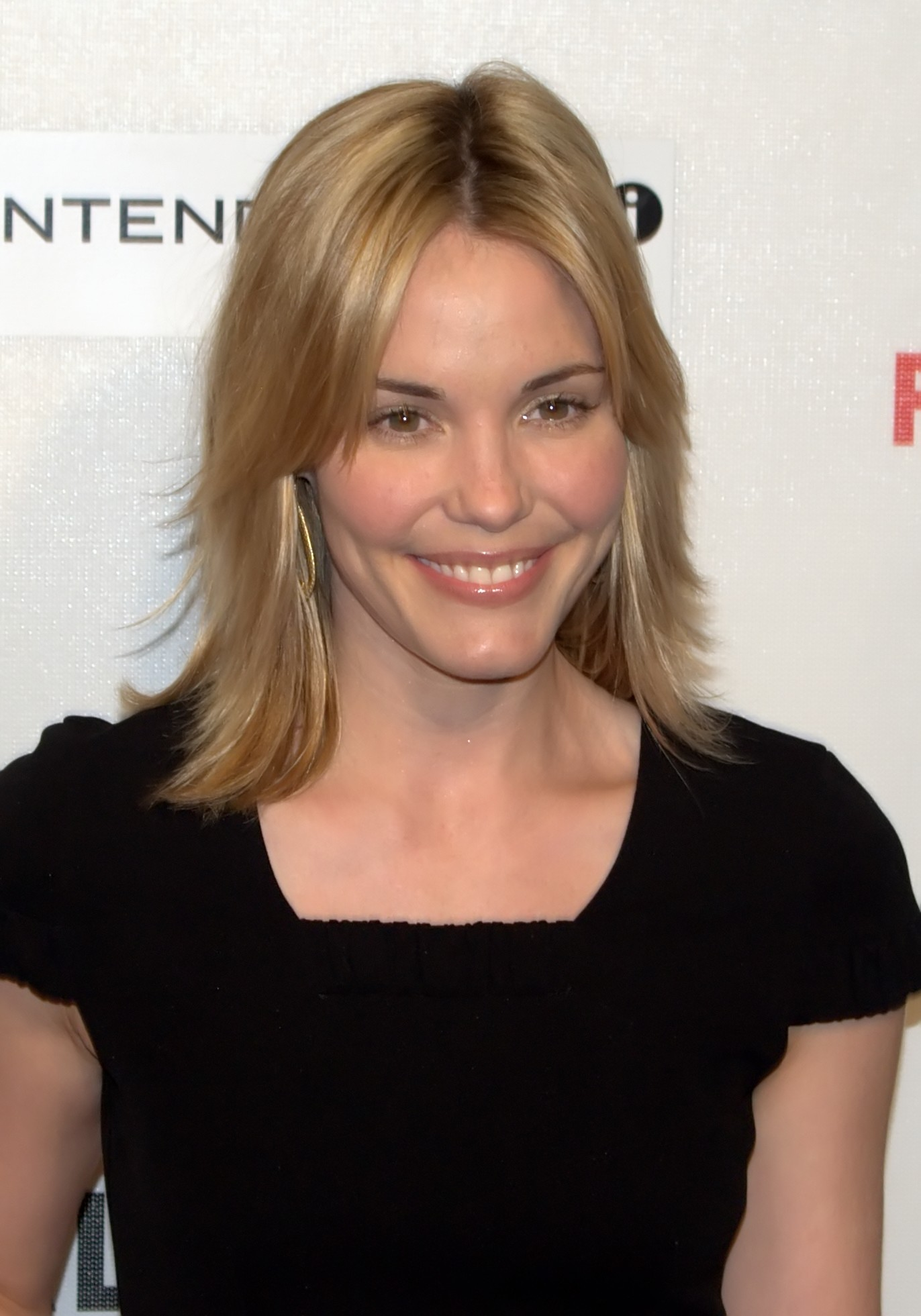
Lors du Festival du film de Tribeca, en 2009.

Sauf indication contraire ou complémentaire, les informations mentionnées dans cette section proviennent de la base de données IMDb.

### Récompenses
- Young Hollywood Awards 2001 : Révélation féminine
- Festival du film de Boston 2010 : Meilleure actrice pour Miss Nobody

### Nominations
- Teen Choice Awards 2000 : Meilleure actrice dans une série télévisée pour Popular

## Voix francophones
En France, Valérie Siclay est la voix la plus régulière de Leslie Bibb. Pamela Ravassard et Laura Préjean l'ont également doublée à sept et six reprises.
Au Québec, elle est principalement doublée par Catherine Hamann.
En France
| - Valérie Siclay dans : - Popular (série télévisée) - Les Experts : Miami (série télévisée) - Grosse Pointe (série télévisée) - Line of Fire (série télévisée) - Nip/Tuck (série télévisée) - Preuve à l'appui (série télévisée) - Confessions d'une accro du shopping - Rencontre avec le mal - American Housewife (série télévisée) - Juré n° 2 - Pamela Ravassard dans : - Zookeeper - GCB (série télévisée) - The Odd Couple (série télévisée) - The Babysitter (2e doublage) - The Babysitter: Killer Queen - The Inhabitant (en) - Palm Royale (mini-série) | - Laura Préjean dans : - Spot - Iron Man - Iron Man 2 - My Movie Project - What If...? (voix) - Mon père et moi - Laurence Sacquet, dans (les séries télévisées) : - Urgences - About a Boy - Barbara Beretta dans : - Don Verdean - God's Favorite Idiot (série télévisée) Et aussi - Caroline Victoria dans The Skulls : Société secrète - Edwige Lemoine dans Ricky Bobby : Roi du circuit - Chloé Berthier dans Petits suicides entre amis - Hélène Bizot dans Midnight Meat Train - Charlotte Valandrey dans Que justice soit faite - Alexia Lunel dans Kings (série télévisée) - Nathalie Bienaimé dans The League, (série télévisée) - Odile Cohen dans Following (série télévisée) - Marcha van Boven dans The Babysitter (1er doublage) - Dominique Vallée dans Jupiter's Legacy, (série télévisée) |

Au Québec
| - Catherine Hamann dans : - Ricky Bobby : Roi du circuit - Confessions d'une accro du shopping - Le Gardien du Zoo - Mauvaises intentions - Tag - À propos de mon père | - Christine Bellier dans : - Le Clan des Skulls - Mon chien Spot Et aussi - Mélanie Laberge dans Terreur à l'Halloween - Aurélie Morgane dans Iron Man 2 |